# Współrzędne globalne
Współrzędne globalne – układ współrzędnych (układ odniesienia) przypisany do stanowiska, w którym pracuje manipulator i względem którego wykonywane są wszystkie jego czynności. Współrzędne globalne opisane są względem układu podstawy.